# Hedysarum wrightianum
Hedysarum wrightianum är en ärtväxtart som beskrevs av James Edward Tierney Aitchison och John Gilbert Baker. Hedysarum wrightianum ingår i släktet buskväpplingar, och familjen ärtväxter. Inga underarter finns listade i Catalogue of Life.